# Batrachoseps major
Batrachoseps major е вид земноводно от семейство Plethodontidae. Видът не е застрашен от изчезване.

## Разпространение и местообитание
Разпространен е в Мексико и САЩ.
Обитава градски и песъчливи и гористи местности, пустинни области, планини, хълмове, каньони, градини, ливади, храсталаци и крайбрежия.

## Описание
Популацията на вида е стабилна.